# Napster
Napster est un magasin de musique en ligne.
À l'origine, Napster était un pionnier des services de partage de fichiers en pair-à-pair. Le service se spécialisait dans le partage de fichiers audio, en particulier de fichiers musicaux généralement encodés au format MP3. Le service permettait à ses millions d'utilisateurs d'échanger facilement des chansons, ce qui a conduit l'industrie de la musique à porter contre Napster des accusations de violation massive du droit d'auteur. Le service a alors dû cesser ses activités et a été acquis par Roxio. Il a fonctionné entre juin 1999 et juillet 2001. Il a ouvert la voie à de nombreux autres programmes pair à pair semblables : Gnutella, Freenet, Kazaa, LimeWire, Scour Inc. (en), Grokster (en), Madster (en), eDonkey2000 et plusieurs autres. Certains de ces services ont implanté une architecture décentralisée, ce qui les a rendus beaucoup plus difficiles à contrôler par l'industrie de la musique.
Dans sa seconde incarnation, la marque Napster ainsi que son logo ont été achetés par le groupe Best Buy pour son magasin de musique en ligne. Le 1er décembre 2011, Best Buy a vendu la marque et le logo à Rhapsody. En mars 2025, Napster est racheté pour 207 millions de dollars par Infinite Reality.

## Caractéristiques techniques
Le service possède une architecture centralisée :
- les utilisateurs qui veulent offrir des pièces musicales les annoncent à un serveur central ;
- les utilisateurs qui veulent obtenir une pièce musicale communiquent avec le serveur central pour obtenir les coordonnées (adresse IP et numéro de port) d'un utilisateur possédant la pièce recherchée.

## Histoire
Napster a été cofondé par Shawn Fanning, John Fanning (en) et Sean Parker. Il a été lancé en juin 1999. Initialement, le service avait été conçu comme un service de partage de fichiers en pair à pair.
Avant Napster, des services comme Internet Relay Chat (IRC), Hotline Communications (en), et Usenet facilitaient la distribution de fichiers. Par contre, Napster s'est rapidement distingué de ces services par son interface très conviviale et parce qu'il était très bien adapté au partage de fichiers musicaux au format MP3.
La facilité de trouver et de télécharger des fichiers musicaux a rapidement rendu Napster très populaire :
- certains aimaient le service parce qu'il leur permettait de trouver des copies de chansons difficiles à obtenir autrement, comme des chansons anciennes, des enregistrements non publiés et des enregistrements amateurs faits lors de concerts ;
- les utilisateurs se sentaient justifiés de télécharger des copies numériques d'enregistrements qu'ils avaient déjà achetés dans d'autres formats comme des albums ou des cassettes ;
- d'autres utilisaient le service pour protester contre les compagnies de disques qui les forçaient à acheter un album complet alors qu'ils ne voulaient qu'un ou deux morceaux de l'album ;
- enfin, les utilisateurs appréciaient tout simplement la liberté d'échanger ou de télécharger de la musique à moindre coût.

Les réseaux à haute vitesse dans les universités sont devenus surchargés, Napster monopolisant jusqu'à 60 % du trafic de ces réseaux. De nombreuses universités ont bloqué le service à cause de l'encombrement qu'il causait sur leur réseau, avant même qu'ils ne s'inquiètent de leur complicité implicite dans une possible violation des droits d'auteur sur leur réseau.
À son apogée, le service Napster disposait d'environ 80 millions d'utilisateurs enregistrés.
La facilité de télécharger des chansons individuelles avec Napster et les services ultérieurs est souvent citée comme la cause possible de la fin de l'ère des albums (en) en musique populaire.

### Version Macintosh
Initialement, le service était disponible uniquement sur Windows. En 2000, Black Hole Média a écrit un client Napster pour Macintosh appelé Macster. Macster a ensuite été acheté par Napster et désigné le client officiel sous le nom de Mac Napster (Napster pour le Mac). À ce moment, le nom Macster a été abandonné.
Même avant l'acquisition de Macster par Napster, la communauté Macintosh avait une variété de clients Napster, développés indépendamment par divers groupes. Les plus notables ont été le client open source MacStar, publié par Squirrel Software au début de 2000 et Rapster, publié par Overcaster Family au Brésil.
La publication du code source de MacStar a ouvert la voie à des clients Napster sur toutes les platesformes informatiques, donnant aux utilisateurs des outils de distribution de musique sans publicité.

## Déboires judiciaires
Le logiciel est retiré en 2001, après 2 ans de procédure judiciaire aux États-Unis pour infraction à la législation sur le droit d'auteur.
Le rôle de Napster dans le transfert de pièces musicales et l'efficacité du service ont soulevé l'ire de la Recording Industry Association of America (RIAA), qui a très rapidement, le 7 décembre 1999, déposé une poursuite contre le service populaire,. Le procès qui visait à contrer Napster n'a fait que lui offrir une gigantesque publicité gratuite (effet Streisand). La couverture médiatique de la poursuite a gonflé la clientèle de Napster de millions de nouveaux utilisateurs.
Les demandeurs, alléguant que Napster facilitait la violation de droits d'auteur, ont déposé une requête pour une injonction préliminaire afin d'arrêter immédiatement l'échange des pièces musicales.
La juge Marilyn Hall Patel de la Cour de district des États-Unis pour le district nord de Californie (en) a accordé l'injonction préliminaire, au motif que les plaignants ont démontré une probabilité raisonnable de succès.

## Service musical payant
Après 2001, la marque et le logo Napster furent acquis par Roxio et continuèrent à être utilisés aux États-Unis par un site de téléchargement légal de musique respectant les différents droits d'auteurs sur les morceaux de musique. Il propose, seulement aux habitants des États-Unis, de choisir dans un catalogue de plus de 20 millions de morceaux[réf. souhaitée], pour en écouter une gratuitement trois fois. Il est ensuite possible d'acheter le morceau, ou de devenir un membre de la communauté Napster, ce qui autorise, moyennant un abonnement mensuel, à télécharger autant de fichiers que souhaité. Ces morceaux peuvent également être librement transférés sur un baladeur MP3. Ils deviennent cependant inutilisables une fois l'abonnement expiré. 
Il est également possible d'écouter sur le site de nombreux extraits de 30 secondes depuis n'importe quel pays.